# Monocerotesa papuensis
Monocerotesa papuensis är en fjärilsart som beskrevs av W. Warren 1907. Monocerotesa papuensis ingår i släktet Monocerotesa och familjen mätare. Inga underarter finns listade i Catalogue of Life.